# Alfred Rahlfs
Alfred Rahlfs (Hannover, 29 maggio 1865 – Gottinga, 8 aprile 1935) è stato un biblista e filologo tedesco di religione protestante.
Fu un esponente della cosiddetta "Scuola di Storia delle Religioni", fondata da un gruppo di teologi protestanti dell'Università di Göttingen intorno al 1890. Diresse il gruppo di traduttori che nel 1907 pubblicò una traduzione critica in tedesco della Septuaginta greca, che da lui assunse il nome di "Edizione Rahlfs della Septuaginta".

## Biografia
Nacque a Linden, attualmente un quartiere periferico integrato nella città di Hannover, e studiò teologia protestante, filosofia e lingue orientali ad Halle e Göttingen, dove conseguì il PhD nel 1887. La sua carriera accademica iniziò nel 1888 a Gottinga, dove, a seguito di vari avanzamenti, nel 1919 ottenne la cattedra di Studi Veterotestamentari, che ricoprì fino al pensionamento nel 1933. Morì a Gottinga due anni più tardi.

## Attività accademica
Influenzato dal suo insegnante Paul de Lagarde (1827-1891), gli interessi accademici di Rahlfs si orientarono sulla Septuaginta. Rahlfs fu il responsabile di gruppo di studiosi che si propose l'obbiettivo di ricostruire la formulazione originale della traduzione greca della Bibbia ebraica. Septuaginta-Unternehmen, pubblicata nel 1907 a cura delle Accademie delle scienze e delle discipline umanistiche di Gottinga e Berlino, delle quali fu il direttore dal 1908 al 1933. Il teologo protestante tedesco Rudolf Smend fu uno dei suoi collaboratori.
Nel 1935, Rahlfs riuscì a dare alle stampe un'influente edizione preliminare della Septuaginta in due volumi, oltre ad un volume di commento critico (Psalmi cum Odis) e ulteriori due, più brevi, relativi ai libri di Rut e della Genesi. 

Alla morte di Rahlfs erano stati pubblicati venti volumi.
Nel 2006, la Deutsche Bibelgesellschaft (Società Biblica Tedesca) pubblicò una versione riveduta e ampliata della sua opera, a cura di Robert Hanhart. Sebbene fossero state introdotte circa un migliaio di modifiche al testo e all'apparato critico, continuava a comparire il nome di Rahlfs come primo autore dell'opera.

## Opere selezionate
- Alfred Rahlfs, Septuaginta-Studien, 3 vols., Göttingen: Vandenhoeck & Ruprecht, 1904-11.
- Alfred Rahlfs, Verzeichniz der griechischen Handschriften des Alten Testaments, für das Septuaginta-Unternehmen, Göttingen 1914.
- Alfred Rahlfs (ed.), Das Buch Rut griechisch als Probe einer kritischen Handausgabe der LXX, Stuttgart: Privileg. Württ. Bibelanstalt, 1922.
- Alfred Rahlfs (ed.), Genesis, Septuaginta: Vetus Testamentum graecum I, Stuttgart: Privilegierte Württembergische Bibelanstalt, 1926.
- Alfred Rahlfs (ed.), Psalmi cum Odis, Septuaginta: Vetus Testamentum graecum X.1, Göttingen : Vandenhoeck & Ruprecht, 1931.
- Alfred Rahlfs (ed.), Septuaginta: id est Vetus Testamentum graece iuxta LXX interpretes, 2 vols., Stuttgart: Privileg. Württembergische Bibelanstalt, 1935.